# 琴平站
琴平站（日语：／ Kotohira eki */?）是位於日本香川縣仲多度郡琴平町，隸屬於四國旅客鐵道（JR四國）的鐵路車站，車站編號為D15。由於本地最著名的地標金刀比羅宮的別稱為「金毘羅君」（こんぴらさん），因此車站的展示牌亦顯示本站為「金毘羅君的站」（こんぴらさんの駅）。
本站是土讚線其中一個區間列車系統的分歧站，大部份由高松站或阿波池田站開出的區間車都以此站為終站。本站以南開始進入山區，人口稀少，加上電化區域只覆蓋至本站，由高松站開出的普通列車又以電車為主，沒辦法繼續往南開到阿波池田站，形成必須以琴平站為終點的狀況。
本站也是所有特急列車及全定期列車的停車站，而來往東京至高松的寢台特急「Sunrise 瀨戶」逢旅客較多期間的假日亦會延長行駛區間至本站為止。過去「月光高知」（ムーンライト高知）等臨時列車也會通過本站，但該列車自2008年冬季後已經暫停運行。

## 車站結構

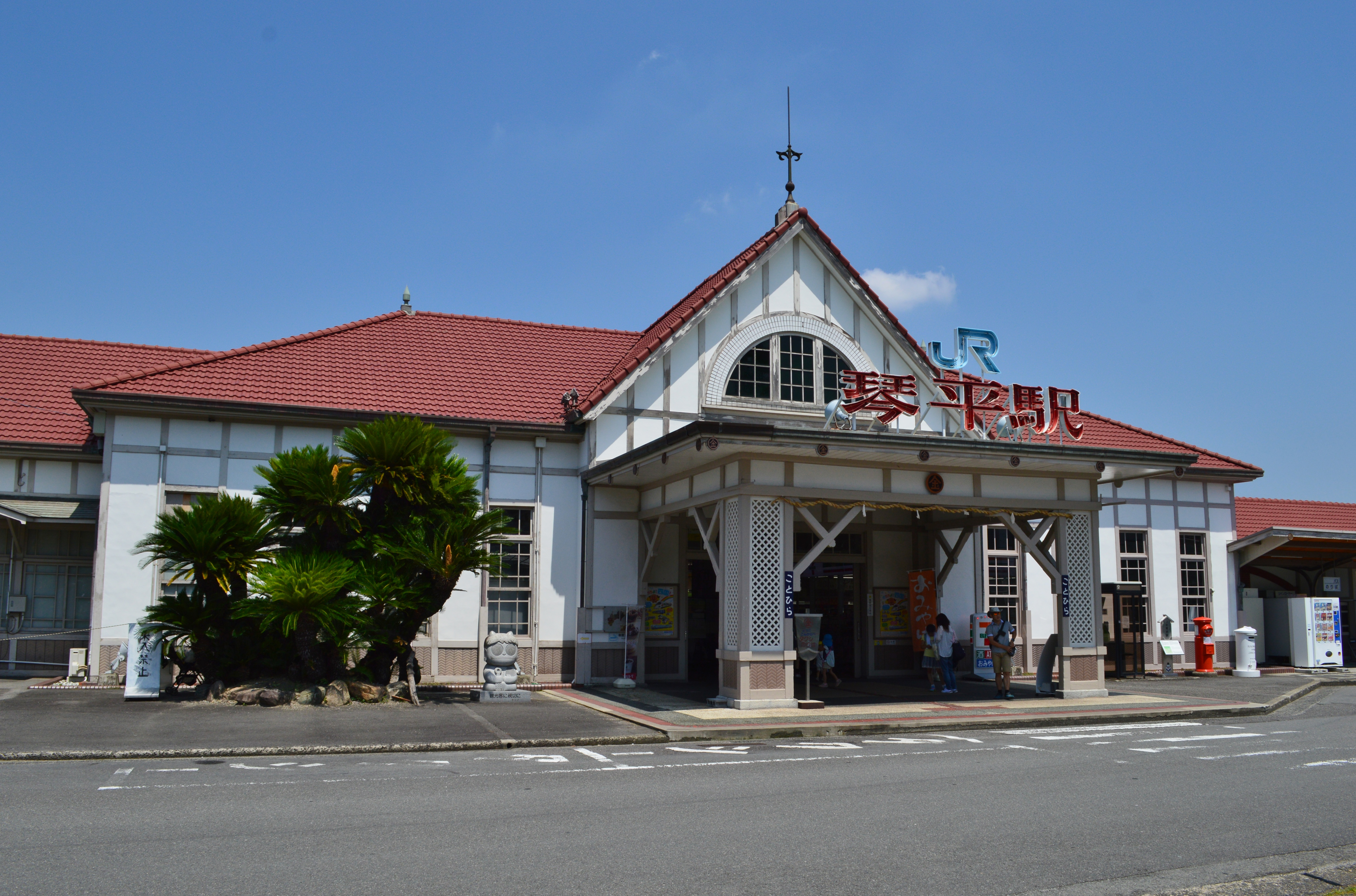
整修前的站房（2016年7月）

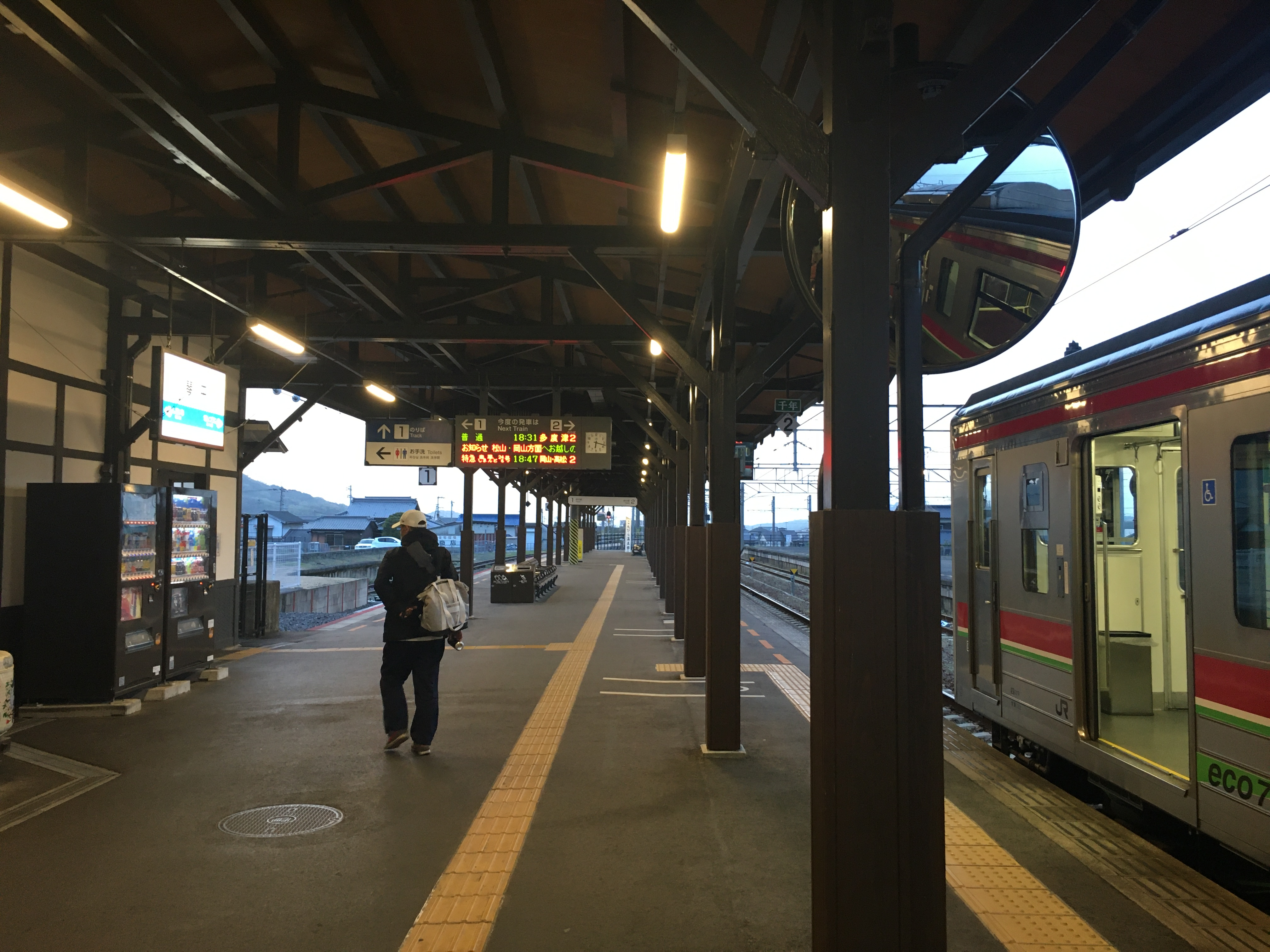
月台（2021年3月）

本站的站房為大型單層混凝土建築，外貌富有歐洲建築特色。本站的樓底相比其他的小站較高。站內現時設有候車室、站務室及小商店。候車室亦將部份區域闢為小型鐵道展覽廳。2012年獲指定為登錄有形文化財。
高松琴平電氣鐵道所營運的琴平線琴電琴平車站距離本站僅約200公尺，兩車站並沒有共構或是共站，且琴平線使用1435mm標準軌，與JR四國使用的1067mm窄軌不同，雙方列車無法直通運行，乘客須站外轉乘。

### 月台配置
由站房一邊起計算。
| 月台  | 路線    | 方向 | 目的地                 | 備註                      |
| ----- | ------- | ---- | ---------------------- | ------------------------- |
| 1     | ■土讚線 | 上行 | 多度津、高松、岡山     | 往高松的普通列車折返月台  |
| 2,3,4 | ■土讚線 | 上行 | 多度津、高松、岡山     | 特急列車主要由2號月台發車 |
| 2,3,4 | ■土讚線 | 下行 | 阿波池田、大步危、高知 | 特急列車主要由2號月台發車 |

名義上，2號月台為上行主軌道，3號為下行主軌道，而4號則為上下行的副軌道，不過實際上，除了始发/终到的普通列車會停靠1號月台外，其他的大都以2號月台為主。

## 利用情況
2006年度的統計顯示，本站1日平均的乘車人數為1222人，於JR四國中排名19。雖然鄰近知名的金刀比羅宮有觀光及參拜客源，但相比2005年度1日平均人數為2551人，跌幅超過一半。自2010年度起更是首20位不入。
| 乗車人員推算 | 乗車人員推算 |
| 年度         | 1日平均人數  |
| ------------ | ------------ |
| 2005         | 2,551 (JR)   |
| 2006         | 1,222 (JR)   |
| 2007         | ---          |
| 2008         | 1,268        |
| 2009         | 1,142        |
| 2010         | 1,143        |
| 2011         | 1,099        |
| 2012         | 1,105        |
| 2013         | 1,137        |
| 2014         | 1,120        |
| 2015         | 1,135        |

## 歷史
- 1889年5月23日：開業，最初屬於讚岐鐵道的車站，車站位於現在的琴平溫泉琴參閣所在地。
- 1904年12月1日：讚岐鐵道被山陽鐵道收購。
- 1906年12月1日：山陽鉄道被收歸國有，成為日本國有鐵道的其中一個站。
- 1922年11月：因應鐵路路線延長至阿波池田站，車站遷移至現在位置[3]。
- 1936年：現在的車站站舍竣工。
- 1987年4月1日：日本國鐵分割民營化，車站的營運由JR四國繼承。
- 1989年7月22日：車站內設置四國鐵道百周年紀念的資料館。（後已關閉，部分展示品改陳列於四國鐵道文化館）
- 2012年8月13日：站房本體、陳列所、月台雨遮及跨線天橋獲指定為登錄有形文化財。[1]
- 2014年9月5日至11月29日：為紀念瀨戶內海國立公園建立80周年，寢台特急「Sunrise 瀨戶」下行臨時以本站為終點站[4]，及後更變為逢多客期間之假日的常規化安排及增設上行回東京班次的始發列車。
- 2016年12月1日：站房耐震強化工程完工，從臨時站房移回原本的站房。[5][6]
- 2017年
  - 3月17日：站房整修工程完工[7]，外觀恢復成1922年的樣貌，原本外牆的大型站名及JR商標拆除，改以玄關內懸掛的牌匾取代。站房內增設觀光列車四國千年間故事（四国まんなか千年ものがたり）專用候車室。[8][9]
  - 4月27日：列車接近提醒音樂採用《金毘羅船》（こんぴら船々），以彰顯車站作為金刀比羅宮玄關之意象。[10]。
- 2020年3月：將增設對應ICOCA及其他日本全國互相通用IC卡的簡易讀寫器[11]。

## 相鄰車站
四國旅客鐵道（JR四國）
■土讚線
- 特急「南風」「四萬十」、觀光列車「四國正中的千年故事」停靠站

■快速「Sunport」（至予讚線坂出站為止各站停車）
善通寺（D14）－琴平（D15）
■普通（大多數列車在此站轉乘）
善通寺（D14）－琴平（D15）－鹽入（D16）

## 外部連結
- 琴平站（JR四國，日文）
- NHK 於2009年製作有關琴平站的短片 （页面存档备份，存于）